# Dreibaach
Der Dreibaach, auch Ruisseau de Thollenweyer genannt, ist ein knapp ein Kilometer langer Bach in der  wallonischen Provinz Luxemburg und ein linker Zufluss der Attert.

## Geographie

### Quellbäche
Schockville
Der Ruisseau de Schockville ist der linke und nördliche Quellbach.
Post
Der Ruisseau de Post ist der mittlere Quellbach.
Foulterflass
Der Foulterflass ist der knapp drei Kilometer lange rechte und südliche Quellbach.

### Verlauf
Der Dreibaach entsteht in Attert-Post auf einer Höhe von etwa 309 m O.P. nördlich an der Straßenecke Voie des Champs Mêlés/Rue de Buisson aus dem Zusammenfluss der drei Bäche Ruisseau de Schockville,  Ruisseau de Post und Foulterflass (Ruisseau de Thollenweyer). Er fließt in südöstlicher Richtung durch Felder und Wiesen und mündet schließlich nördlich von Attert-Schadeck auf einer Höhe von etwa 303 m O.P. von links in die Attert.